# Eiður Guðjohnsen
Eiður Smári Guðjohnsen (transliterado como Eidur Smári Gudjohnsen) (Reikiavik, Islandia, 15 de septiembre de 1978) es un exfutbolista islandés. Fue capitán y máximo goleador histórico de la selección de Islandia.
Marcó 142 goles en toda su carrera deportiva.

## Biografía

### Primeros años
A la edad de 16 años recaló en uno de los equipos de Reikiavik, el Valur, y luego en el PSV Eindhoven de Holanda. Tras esto, Eiður recaló en el KR Reykjavík, y poco después aterrizó en la Premier League inglesa, concretamente en el Bolton Wanderers, anotando 21 goles aquella temporada, la 1999/2000, lo que le dio la posibilidad de subir un peldaño más y fichar por el Chelsea F. C. a cambio de 4 millones de las antiguas pesetas.

### Chelsea F. C.
Por aquel entonces, el entrenador del Chelsea F. C. era el italiano Gianluca Vialli, y el compañero de ataque del islandés era Hasselbaink, con quien formó pareja en la temporada 2001/2002, en la que Gudjohnsen anotó 23 goles, y Hasselbaink 27.
Román Abramóvich llegó al club londinense en 2003 y con él, nuevos refuerzos, como el rumano Adrian Mutu, el argentino Hernán Crespo y el marfileño Didier Drogba, que le dificultaron un puesto en el once titular, por lo tanto, las zonas atacantes se fueron repartiendo, aunque la salida de Mutu en 2005 despejó algo el camino a Gudjohnsen. Marcó su primera tripleta como profesional contra el Blackburn Rovers en octubre de 2004.

### F. C. Barcelona

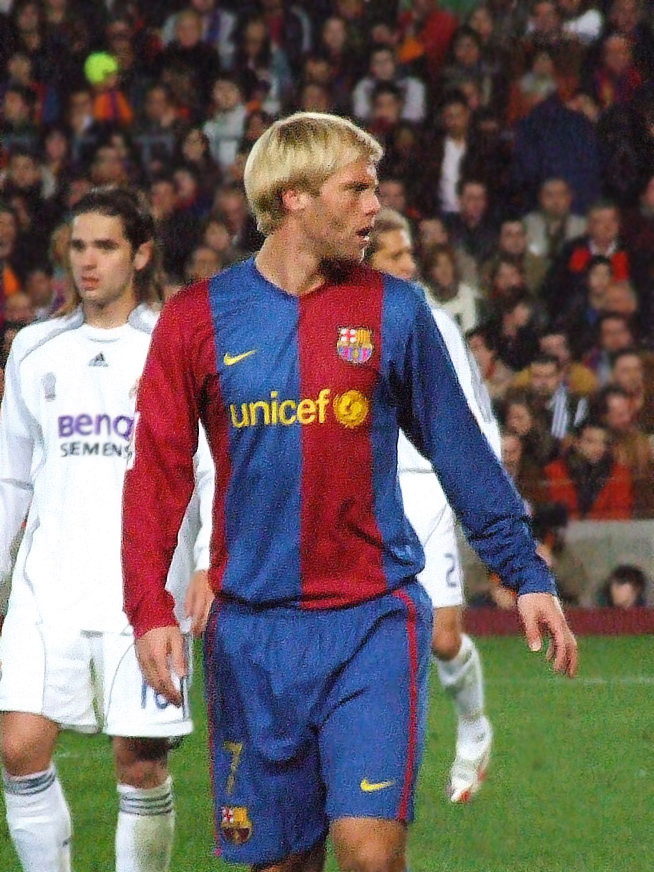
Guðjohnsen en 2007 frente al Real Madrid.

En la madrugada del 13 al 14 de junio del 2006, mediante una reunión en Barcelona de su representante con Ferran Soriano, un directivo del F. C. Barcelona, y con representantes FIFA del Chelsea F. C., llegó a un acuerdo para su traspaso al F. C. Barcelona.
Tras los rumores que colocaban a Gudjohnsen fuera del F. C. Barcelona, el entrenador, Pep Guardiola, confirmó que contaba con él para la temporada 2008/2009. El 24 de septiembre de 2008, en la cuarta jornada de la liga en el partido Barcelona - Betis, salió del banquillo cuando el marcador era de 2-2, y en el minuto 80 de partido marcó su primer gol de la temporada, que le daba la victoria al Barcelona. Ese año conquistó el triplete con el Barça, al ganar la Liga, la Copa del Rey y la Champions. Al ganar esta última, Eidur se convirtió en el primer futbolista islandés en conseguir la «Orejona».

### Mónaco y vuelta a la Premier
El 30 de agosto de 2009, Gudjohnsen fue traspasado al Mónaco de Francia, donde firmó por 2 temporadas. Sin embargo, su paso fue efímero, pues, el 28 de enero de 2010, el entrenador del Tottenham Hotspur, Harry Redknapp, confirmó que Eidur jugaría como cedido en el equipo londinense hasta final de temporada. Tras media temporada en el equipo del White Hart Lane, en agosto de 2010, el Mónaco lo cedió al Stoke City por una campaña. 

### Fulham F.C.
El 31 de enero de 2011, se confirma el préstamo al Fulham por 6 meses. El 27 de abril, Clint Dempsey convirtió un gol frente al Bolton Wanderers, con la asistencia de Eidur. Desde que llegó al club, el equipo registra una marca positiva con 5 victorias, 4 empates y 3 derrotas.

### AEK Atenas F.C.
El 19 de julio de 2011, Eidur Gudjohnsen firmó contrato con el equipo griego hasta el 2013, a pesar del interés de los equipos ingleses Swansea y West Ham United, firmó por un contrato de 1,2 millones de euros y cobrando 650 mil euros por temporada, que incluyendo bonus puede llegar a ser por 1,5 millones. Apenas llegar al país, Eidur fue recibido por una multitud que le demostró su cariño y su apoyo para afrontar una nueva travesía en su carrera. Guddy dijo estar muy contento con su nuevo equipo, y por ya haber jugado en seis países europeos (Islandia, Holanda, Inglaterra, España, Francia y Grecia). El AEK deberá disputar los play off de la Europa League, que, con la chispa en su máximo esplendor, será una gran ayuda para lograr su objetivo.
El día 21 de septiembre, después de 6 días tras cumplir sus 33 años de edad, la chispa del gol volvió, tras una gran sequía de 545 días sin convertir un tanto, precisamente desde el 24 de marzo de 2010, en la victoria del Tottenham Hotspur frente al Fulham por 2 a 1. Este tanto se convirtió en el gol más rápido después de entrar de una sustitución, 15 segundos le costó a Gudjohnsen anotar este tanto tras entrar al césped.
Al cabo de pocos días sufriría una fractura de tibia y peroné en un choque con el portero del Olympiacos en el derbi de Atenas, con una estimación de 4 meses de baja.

## Selección nacional
El 24 de abril de 1996, con 17 años de edad, debutó como internacional con la selección de Islandia contra Estonia en Tallin. Lo hizo en el minuto 62 del partido, sustituyendo a su propio padre, Arnór Guðjohnsen, hecho inédito en el fútbol profesional.
El 13 de octubre de 2007 se convirtió en el máximo goleador de la historia de la selección de Islandia en un partido valedero para la clasificación de la Eurocopa 2008 frente a Letonia en el que marcó los dos goles de su selección, partido que finalizó con la derrota de los islandeses por 4-2.
Fue convocado para jugar la Eurocopa 2016 por la selección de fútbol de Islandia. Posteriormente, fue convocado para la fase eliminatoria del mundial Rusia 2018. 

### Participaciones en Eurocopas
| Copa          | Sede    | Resultado        | Partidos | Goles |
| ------------- | ------- | ---------------- | -------- | ----- |
| Eurocopa 2016 | Francia | Cuartos de final | 2        | 0     |

## Vida personal
Tiene cuatro hijos: tres niños, Sveinn Aron, Andri Lucas, Daniel Tristan; y una niña, Thalia.

## Clubes
| Club                             | País         | Año       |
| -------------------------------- | ------------ | --------- |
| Valur                            | Islandia     | 1993-1994 |
| PSV Eindhoven                    | Países Bajos | 1994-1998 |
| KR Reykjavík (cedido)            | Islandia     | 1998      |
| Bolton Wanderers                 | Inglaterra   | 1998-2000 |
| Chelsea FC                       | Inglaterra   | 2000-2006 |
| FC Barcelona                     | España       | 2006-2009 |
| A. S. Mónaco                     | Mónaco       | 2009-2010 |
| Tottenham Hotspur F. C. (cedido) | Inglaterra   | 2010      |
| Stoke City F. C.                 | Inglaterra   | 2010-2012 |
| Fulham F. C. (cedido)            | Inglaterra   | 2011      |
| AEK Atenas                       | Grecia       | 2011-2012 |
| Cercle Brugge                    | Bélgica      | 2012-2013 |
| Club Brugge                      | Bélgica      | 2013-2014 |
| Bolton Wanderers                 | Inglaterra   | 2014-2015 |
| Shijiazhuang Ever Bright         | China        | 2015-2016 |
| Molde FK                         | Noruega      | 2016      |
| Pune City                        | India        | 2016-2017 |

## Palmarés

### Títulos nacionales
| Título                        | Club            | País         | Año  |
| ----------------------------- | --------------- | ------------ | ---- |
| Copa de los Países Bajos      | PSV Eindhoven   | Países Bajos | 1996 |
| Supercopa de los Países Bajos | PSV Eindhoven   | Países Bajos | 1996 |
| Community Shield              | Chelsea F. C.   | Inglaterra   | 2000 |
| Carling Cup                   | Chelsea F. C.   | Inglaterra   | 2005 |
| Premier League                | Chelsea F. C.   | Inglaterra   | 2005 |
| Community Shield              | Chelsea F. C.   | Inglaterra   | 2005 |
| Premier League                | Chelsea F. C.   | Inglaterra   | 2006 |
| Supercopa de España           | F. C. Barcelona | España       | 2006 |
| Copa del Rey                  | F. C. Barcelona | España       | 2009 |
| Liga Española                 | F. C. Barcelona | España       | 2009 |
| Supercopa de España           | F. C. Barcelona | España       | 2009 |

### Títulos internacionales
| Título                       | Club            | País   | Año  |
| ---------------------------- | --------------- | ------ | ---- |
| Liga de Campeones de la UEFA | F. C. Barcelona | España | 2009 |
| Supercopa de Europa          | F. C. Barcelona | España | 2009 |